# Estadi Municipal Germán Becker
L'Estadi Germán Becker, el nom complet del qual és Estadio Municipal Bicentenario German Becker Baechler és un estadi de futbol situat a Temuco, Xile, propietat de l'ajuntament de la localitat. És el camp on juga com a local el club de futbol Deportes Temuco i l'antic camp de la Unión Temuco. Fou dissenyat per Enrique Esteve i inaugurat el 13 d'agost de 1965. Les seves dimensions són: 105 x 68 m. Té capacitat per 18.936 persones. Originalment, fou construït pels interns de la presó de Temuco.
El 2007 l'estadi fou seleccionat com a seu per la Copa del món de la FIFA femenina Sub-20 de 2008, i per complir amb els requisits de la FIFA, fou remodelat, la seva capacitat baixà de 20,930 a 18,936, i la totalitat dels seients varen quedar en zona coberta (anteriorment eren només el 80%), i es va suprimir la pista d'atletisme. L'estadi es va reinaugurar el 5 de novembre de 2008.
El 2013 l'estadi fou la seu principal per l'IRB Junior World Rugby Trophy de 2013.
El 2015, s'hi disputen tres partits de la Copa Amèrica de futbol de 2015.

## Galeria

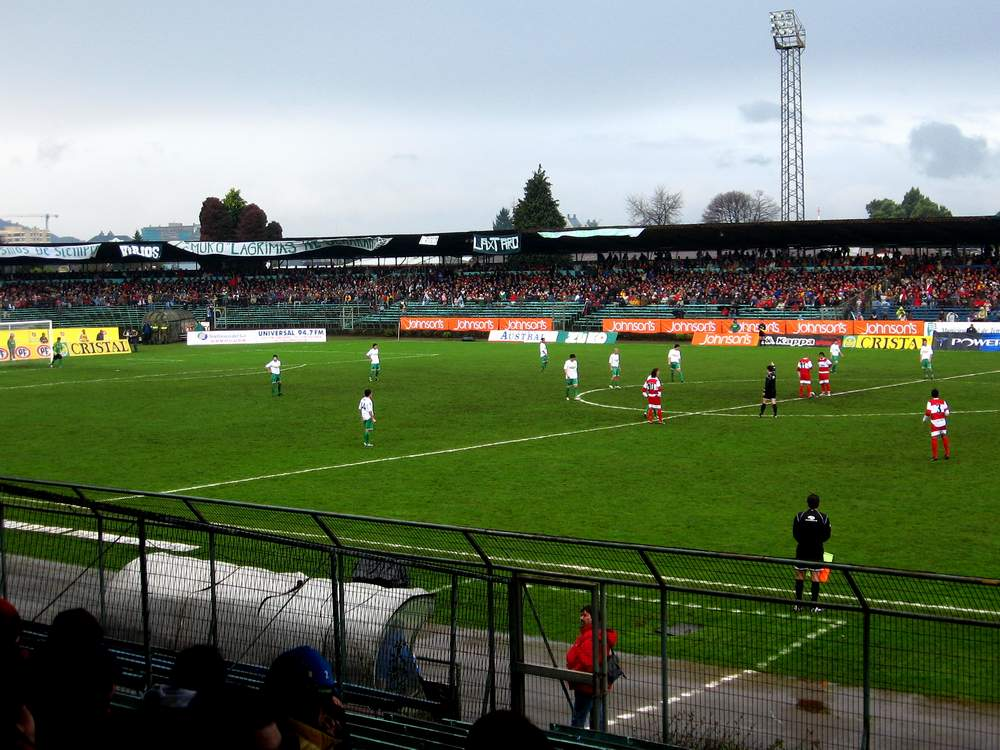
L'estadi abans de la renovació
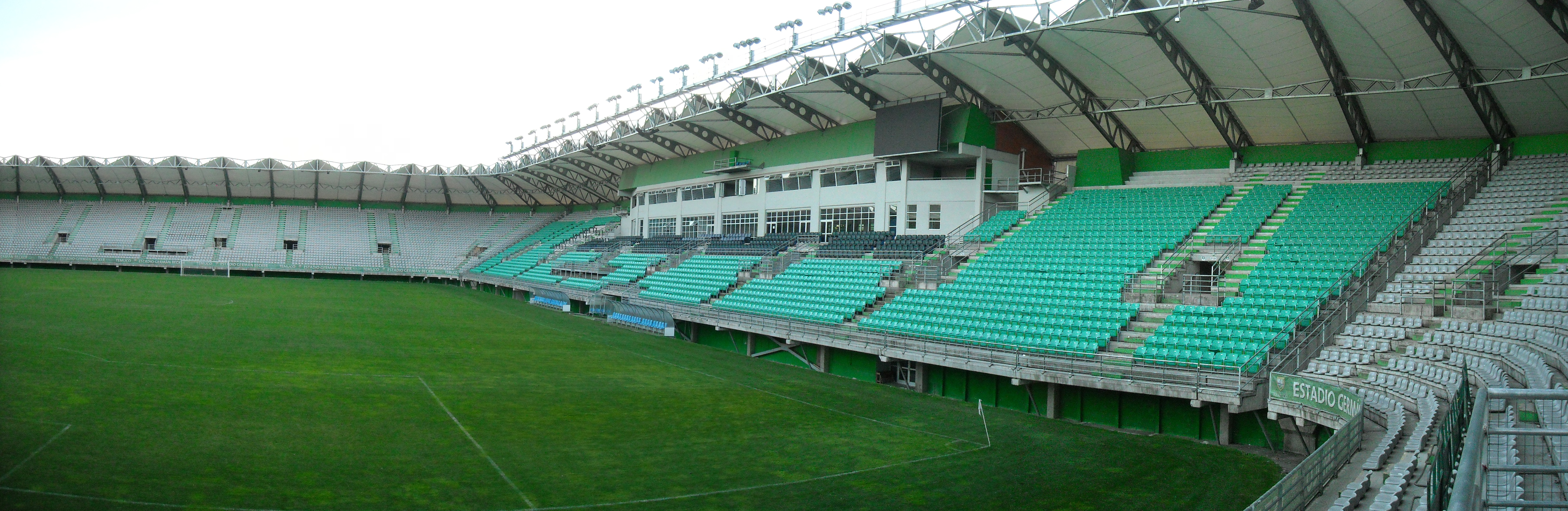
Vista panoràmica, el 2013.